# Sam pośród miasta
Sam pośród miasta – polski film psychologiczny z 1965 roku.

## Fabuła
Główny bohater o imieniu Konrad jest zagubionym romantykiem, który nie może znaleźć swego życiowego miejsca. Głębokie piętno na psychice bohatera odcisnęły lata wojenne - dwadzieścia lat po ich przeminięciu wciąż nie może odnaleźć się w tej rzeczywistości. Szczególnie nieprzyjemnym staje się to nieprzystosowanie w chwili, gdy awarii ulega samolot, którym czterdziestoletni romantyk miał polecieć na dwuletni kontrakt do Iraku.

## Obsada
- Zbigniew Cybulski (inżynier Konrad Ferenc)
- Ewa Wiśniewska (Basia)
- Lucyna Winnicka (Ewa, partnerka Konrada)
- Ryszard Barycz (Bronek, kolega Konrada)
- Monika Beyer (Ania „Roksana”, córka prominenta w klubie)
- Kazimierz Dejunowicz (pan Kazimierz, kierownik budowy osiedla)
- Aleksander Dzwonkowski (Ziutek, szatniarz w lokalu)
- Ryszarda Hanin (żona Stanisława)
- Maria Homerska (kobieta zamawiająca sok z grapefruita w lokalu)
- Jerzy Karaszkiewicz (kierowca Wacek)
- Lidia Korsakówna (kobieta w budce telefonicznej)
- Mirosława Krajewska (Kryśka, koleżanka Basi)
- Hugo Krzyski Piesch (towarzysz pani zamawiającej sok z grapefruita w lokalu)
- Włodzimierz Kwaskowski (Matusiak, brygadzista na budowie osiedla)
- Aleksandra Leszczyńska (pracownica muzeum)
- Teresa Lipowska (żona Pawła)
- Wiesława Mazurkiewicz (szatniarka w klubie)
- Adam Pawlikowski (barman w lokalu)
- Wojciech Pokora (pijany "Kubuś Puchatek" przy barze)
- Jarema Stępowski (Stanisław, kolega Konrada)
- Mieczysław Stoor ("Szczerbiec", pijaczek w lokalu)
- Barbara Wrzesińska (Marysia "Simona", dziewczyna w klubie)
- Stanisław Zaczyk (znajomy Ewy)
- Andrzej Żarnecki (dziennikarz podrywający w klubie Majkę "Simonę")
- Tadeusz Kosudarski (celnik na lotnisku)
- Roman Kosierkiewicz (pijak w izbie wytrzeźwień)
- Andrzej Krasicki (lekarz w izbie wytrzeźwień)
- Juliusz Lisowski (mężczyzna w biurze kierownika budowy osiedla)
- Klemens Mielczarek (taksówkarz)
- Jerzy Moes (mężczyzna w lokalu)
- Sylwester Przedwojewski (pielęgniarz w izbie wytrzeźwień)
- Barbara Sołtysik (ekspedientka w delikatesach)
- Krzysztof Świętochowski (mężczyzna zagadujący Konrada przy barze w klubie)
- Witold Dębicki (młodzieniec w lokalu)
- Marek Perepeczko (chuligan bijący Konrada)
- Janusz Ziejewski (mężczyzna wołający "Konrad" na ulicy)